# Giovanni Battista Benaschi

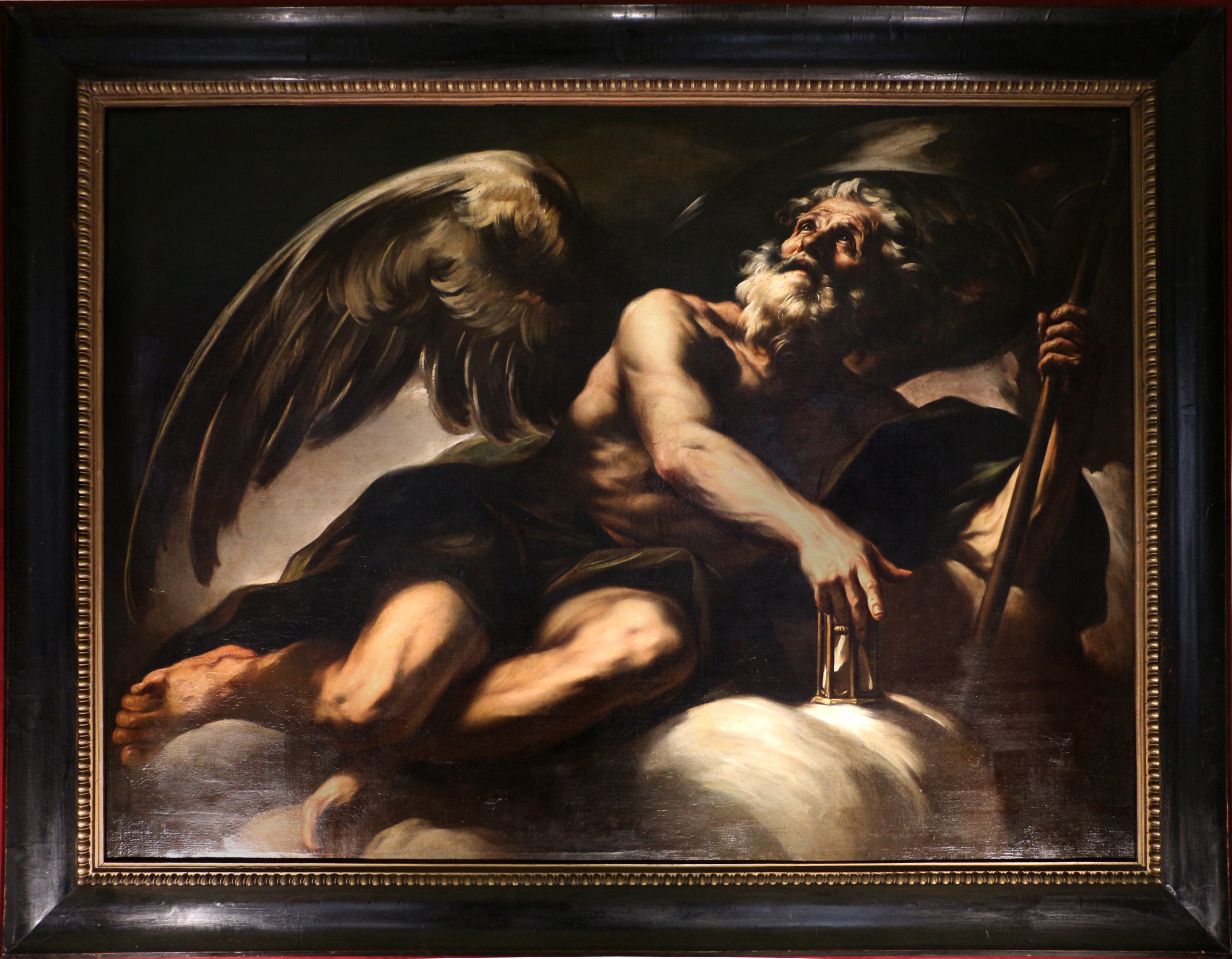
Giovan Battista Beinaschi: Allegorie der Zeit, 1675–80, Palazzo Buonaccorsi, Macerata

Giovanni Battista Benaschi oder Beinaschi (* 1636 in Fossano bei Turin; † 28. September 1688 in Neapel) war ein italienischer Maler des Barock.
Besonders aktiv war er zwischen Rom und Neapel. In der päpstlichen Stadt befinden sich seine Werke in der Basilika Santi Ambrogio e Carlo, in der Kirche San Bonaventura al Palatino und in der Kirche Santa Maria del Suffragio.
Eine Heilige Familie mit Engeln, die Beinaschi in einem Buch von Gian Domenico Cerrini aus dem Jahr 1652 zugeschrieben wird, wird im Fine Arts Museums of San Francisco aufbewahrt.
Im Diözesanmuseum von Salerno sind auch zwei Gemälde ausgestellt:
- Martyrium des Heiligen Erasmus (drittes Quartel des 17. Jahrhunderts), Öl auf Leinwand.
- Moses lässt das Wasser aus dem Fels fließen (drittes Viertel des 17. Jahrhunderts), Öl auf Leinwand.

Das Gemälde des Heiligen Gregor in Glorie (ca. 1678–1679) befindet sich im Stadtmuseum von Rieti.
In Neapel malte er Fresken für: das Mittelschiff und die Kuppel der Kirche Santa Maria degli Angeli a Pizzofalcone, die Kuppel und der Pronaos der Kirche Santa Maria dei Miracoli (nur der Pronaos ist bis heute erhalten), die Apsis der Kirche Santa Maria delle Grazie in Caponapoli, die Kuppel der Kirche Santi Apostoli, die Bögen des Mittelschiffes und das Gewölbe der Sakristei der Kirche Girolamini, der Chor der Kirche Santa Maria in Portico und das Gewölbe des Oratorio della Compagnia dei Bianchi della Giustizia. In der Kirche der Girolamini, der Kirche Santa Maria delle Grazie in Caponapoli und in der Kirche Santa Maria in Portico gibt es auch Werke auf Leinwand.
Im Oratorium der Kirche Santa Maria del Suffragio in der Via Giulia 59A befinden sich zwei große Leinwände von Beinaschi (ca. 5 × 3 m). Sie zeigen einen Daniel in der Löwengrube und die Auferstehung des Lazarus. Im Gewölbe und in der Lünette der Kirche befinden sich zwei Fresken. Die Himmelfahrt Mariens und den Ewigen in Herrlichkeit zwischen Engeln und Cherubine.